# Huawei Ascend Mate
De Huawei Ascend Mate is een phablet van de Chinese fabrikant Huawei. Het toestel werd voor het eerst getoond in januari 2013 op de CES te Las Vegas. De Ascend Mate gebruikt het besturingssysteem Android 4.1. De 9,9 mm dikke phablet heeft een batterij van 4050 mAh en een  quadcore-processor van 1,5 GHz. Er zit 2 GB werkgeheugen in en 8 GB intern geheugen. Na een debuut in China en vervolgens Japan, zal het toestel naar verwachting later in 2013 in andere landen geïntroduceerd worden. Het toestel heeft een schermdiagonaal van 6,1 inch en behoort daarmee tot de phablets, toestellen met een afmeting tussen smartphones en tablets. De schermresolutie bedraagt 1280 x 720 pixels.